# Tauro Fútbol Club
La Asociación Deportiva Tauro Fútbol Club o simplemente Tauro F.C. es un club de fútbol profesional con sede en el corregimiento de Pedregal este de la ciudad de Panamá, Panamá. Fue fundado el 22 de septiembre de 1984 y participa en la Liga Panameña de Fútbol desde 1988. Su fundador Giancarlo Gronchi era aficionado a la Juventus y por eso los colores y el uniforme blanco y negro. Es él equipo con más títulos en la LPF con un total de 17 títulos.
Su rival tradicional es el Plaza Amador y han sido rivales desde que la LPF (ANAPROF) se fundó en 1988. Es el club con el cual disputa el denominado "Clásico Nacional" en Panamá.

## Historia
En 1984 el empresario de origen italiano Giancarlo Gronchi decide crear una liga de fútbol interno en su empresa la cual era la tenería Tauro y de aquí nace la idea de tener un equipo de fútbol para participar en la liga de empresas industriales de la época luego para jugar en el torneo de colonias extranjeras residentes en el país (ADECOPA), y luego participar en la Liga Distritorial de Panamá, desde su fundación el 22 de septiembre de 1984, hasta 1988.
Fue justo en ese año cuando, junto con otros seis equipos, los taurinos se convierten en pioneros al fundar la Asociación Nacional Pro Fútbol (ANAPROF), y disputar un campeonato nacional. Esa sería la base para el real nacimiento del balompié panameño, que en aquel entonces pintaba poco en el panorama regional y que, dos décadas después, es uno de los faros del área centroamericana.

Vestido a rayas blancas y negras, en honor a la Juventus, equipo favorito de Gronchi, el conjunto se colocó en los lugares de vanguardia del campeonato desde la primera edición. De hecho, el primer tanto en la historia del torneo fue marcado por el delantero Carlos Maldonado, frente al CD Plaza Amador, que se convertiría en el archirrival del Tauro en el clásico panameño.
Así, los albinegros no tardaron mucho en conseguir su primer título, que llegó en 1989 de la mano del legendario técnico uruguayo Miguel Ángel Mansilla, que se mantuvo durante muchísimos años al mando del equipo. La segunda estrella llegó en 1991, y se esperaba un dominio absoluto en los años por venir. Sin embargo, por cinco largas temporadas los “Toros del Pedregal” no pudieron levantar un trofeo.
Por fin, en la temporada 1996-1997 quebró la maldición de la mano de Patricio Guevara, autor del gol con el que los taurinos rompieron la sequía al imponerse al AFC Euro Kickers. Un año más tarde el equipo repetiría la gesta ante el Deportivo Árabe Unido, con tanto de Luis Plúa. Y en la temporada 1999-2000 añadiría una nueva estrella, que incluso supo mejor porque fue ante el archirrival Plaza Amador, con dos tantos de uno de los mejores jugadores panameños de todos los tiempos, Víctor René Mendieta.
Para el año 2003 el colombiano Gonzalo Soto sería bicampeón en Apertura y Clausura logrando el gran campeonato por año. Para el  Clausura 2006 se lograría el título dirigidos por el emblemático exjugador Rubén Guevara quien solo dirigió la final tras el retiro del técnico alemán Thomas Kempe. Luego en el año 2007 lograría la novena de manos del histórico entrenador albinegro, Mansilla quién regresaría para lograr su quinto título taurino.

### Década de 2010
Pasarían más de 3 años para ver la décima que vino de otro jugador emblemático, Juan Carlos Cubillas lograría vencer al San Francisco en su temporada de debut como técnico en el Apertura 2010. Para la temporada de Clausura 2012 llegaría Sergio "Checho" Ángulo para alzar la undécima. Y para el Apertura 2013, Rolando Palma se convierte en el cuarto exjugador taurino (Poyatos, Guevara y Cubillas) en alzar copa como jugador y como técnico tras una racha de 10 victorias consecutivas en 62 días, superando las 9 victorias de Juan Carlos Cubillas en el Apertura 2010.
Para el Clausura 2017, el Tauro volvería a estar en una final y esta vez ante el Árabe Unido que venía de ser campeón en el torneo anterior. El partido estuvo muy disputado hasta el minuto 90 donde Armando Polo anotaría el único gol del partido y le daría el título 13 a los toros.
Como preparación para el Apertura 2018, Tauro conquistó en un triangular amistoso en Costa Rica denominado Copa Confraternidad donde empató 0-0 con la Universidad de Costa Rica y luego vencieron al Deportivo Saprissa 3-1. 

## Datos del club
- Logros a nivel local
- 15 campeonatos en la primera categoría del fútbol panameño.
  - Temporadas en 1ªdivisión: 41
  - Mejor puesto en la liga: 1° (15 veces)
  - Subcampeonatos: 9
  - Primer gol: Carlos Maldonado (26/2/1988 vs Plaza Amador)
  - Primer jugador expulsado: José Alfredo Poyatos (26/2/1988)
  - Mayor goleada a favor: Deportivo Perú 1:8 Tauro FC (1988).

- Logros en torneos internacionales:
  - Participaciones en la CONCACAF Liga de Campeones: 4
  - Mayor goleada a favor: Tauro FC 5:0 América (Copa de Campeones de la Concacaf 1991).
  - Mayor goleada en contra: 
    - Club Deportivo Marathón 4:0 Tauro Fc (Copa Interclubes UNCAF 2002)
    - Club América 4:0 Tauro Fc (Liga de Campeones de la Concacaf 2018).

## Clásicos rivales
- CD Plaza Amador (Clásico Nacional)
- Deportivo Árabe Unido (Super Clásico)
- San Francisco FC (Clásico Este vs Oeste)

## Uniforme y proveedores
Los colores blanco y negro y la marca deportiva Patrick han sido a lo largo de la historia los que identifican al pedregaleño. Para la temporada 2021 visten de local con una camiseta negra con unas semi-rayas blancas horizontales, pantalones y medias blancas. De visita, todo su uniforme es de color azul con varias tonalidades de dicho color.
- 2021-22

| Local | Visitante | Tercera |

- 2022-II

| Local | Visitante | Tercera |

- 2023

| Local | Visitante | Tercera |

- 2024

| Local | Visitante | Tercera |

| Período       | Proveedor de indumentaria |
| ------------- | ------------------------- |
| 2010-2024     |                           |
| 2025-presente |                           |

## Nuevo escudo
El Tauro FC se presentó un nuevo escudo, bajo un diseño moderno, no tan saturado, y que ha tenido una muy buena acogida.
El equipo panameño de la LPF, no contarán con aquello que fue su gran símbolo durante años, y es el rostro del toro, sin embargo, dentro del diseño moderno, está moldeada la cabeza de un toro, además del nombre del equipo en la parte superior.
El estreno de la nueva imagen fue anunciado en días recientes, y para saber un poco sobre cómo llegó esta decisión, la prensa panameña tuvieron conversación con Ronald Gutiérrez, Gerente Deportivo del Tauro FC.
Gutiérrez dijo que en principio hubo una reunión que sostuvo la liga, poniendo la idea en la mesa, donde a un equipo, una empresa de publicidad y mercadeo le presentó la idea de modernizar su escudo, propuesta que fue rechazada, sin embargo, la idea fue algo que llamó la atención de Gutiérrez, y Luz Echevers, de ponerse en contacto con quienes habían hecho aquella propuesta, para ver si se podía lograr la renovación del escudo del Tauro. “Nos pareció interesante, nos pusimos en contacto con ellos, nos presentaron una propuesta que nos gustó mucho.” decía Gutiérrez.
Pero aquella propuesta llevaba cambios significativos, sobre todo renunciar a lo que estaban acostumbrados. “La propuesta fue presentada a la directiva, creó un pequeño choque, obviamente para los socios más antiguos del club.” explicaba Gutiérrez. “Fue difícil, pero Tauro tiene una directiva muy abierta que consensa todas las decisiones, y al final todos quieren lo mejor para el club. Fueron los más reacios al cambio, pero la mayoría decidió que diéramos el paso, y gracias a Dios tuvo una aceptación.” Describió Gutiérrez.
Lo cierto es que no fue un diseño que presentó la liga, sino el contacto que tuvieron a través de aquella empresa a la que le rechazaron una propuesta que le hicieron a otro club, y al darse esta propuesta aceptada por el Tauro FC, pasan a tener una nueva imagen que ofrece oportunidades en cuanto a mercadeo se refiere, ya que como se respondió anteriormente Gutiérrez, este importante rediseño también ayudará a los planes de marketing que tienen por delante, no solo con la nueva camiseta, o con las gorras mostradas en aquella final ganada, sino también con ropas para mujeres, buzos, entre otros artículos más.

## Jugadores

### Temporada 2025
| Patrocinadores             |  |
| -------------------------- |  |
| Terpel                     |  |
| Super 99                   |  |
| Aceti-Oxígeno, S.A.        |  |
| MiniMed                    |  |
| Zucaritas (Frosted Flakes) |  |
| Govimar                    |  |
| Cerveza Balboa             |  |
| Agua Cristalina            |  |
| El Peñón                   |  |
| Hormigón Express           |  |
| Electrolit                 |  |
| Mapei                      |  |

Nota: Los clubes panameños podrán registrar hasta un máximo de 5 jugadores extranjeros de los cuales un máximo de 3, podrán ser registrados en el equipo filial. No pueden participar más de 3 jugadores extranjeros en cancha simultáneamente.

### Altas y bajas
| Jugador           | Posición      | Procedencia      |
| ----------------- | ------------- | ---------------- |
| Roberto Chen      | Defensa       | UMECIT FC        |
| Rodolfo Rodríguez | Defensa       | Águilas de la U  |
| Camilo Villegas   | Defensa       | Alianza FC       |
| Juan Ospina       | Mediocampista | Real Cartagena   |
| Yilton Díaz       | Delantero     | Deportes Quindío |
| Ramsés De León    | Delantero     | Águilas de la U  |

| Jugador           | Posición      | Destino             |
| ----------------- | ------------- | ------------------- |
| Eric Hughes       | Portero       | Herrera FC          |
| Gerardo Negrete   | Defensa       | CD Plaza Amador     |
| Giancarlos Moreno | Defensa       | San Francisco FC    |
| Omar Córdoba      | Defensa       | Deportivo la Guaira |
| Gustavo Benjumea  | Defensa       | Bandera de ?        |
| Dwann Oliveira    | Mediocampista | Bandera de ?        |
| Carlos Hernández  | Mediocampista | Bandera de ?        |
| Breidy Golúz      | Delantero     | Bandera de ?        |

## Jugadores

### Botines de oro
| Torneo   | Jugador               | Goles |
| -------- | --------------------- | ----- |
| 1996-97  | Patricio Guevara      | 22    |
| 1999-00  | Víctor René Mendieta  | 15    |
| 2000-01  | Luis Parra            | 16    |
| 2003 (c) | Anel Canales          | 10    |
| 2004 (c) | Héctor Nazarith       | 9     |
| 2007 (a) | Edwin Aguilar         | 14    |
| 2009 (a) | Edwin Aguilar         | 17    |
| 2012 (c) | Luis Gabriel Rentería | 11    |
| 2018 (a) | Edwin Aguilar         | 10    |
| 2019 (c) | Enrico Small          | 10    |
| 2021 (c) | Ismael Díaz           | 10    |

### Extranjeros
| Nacionalidad | N.º | Jugadores |
| ------------ | --- | --- |
| Colombia     | 42  | Alberto Manotas, Héctor Nazarith, Gustavo Largacha, Mario Abadía, Dorian López, Edison Moreno, Jhony Ríos, Marco Echeverría, Cristian Pareja, Julián Agresott, Brayan Arango, Eliser Quiñones, Johan Melo, Alexander Moreno, James Cabezas, Julián Martínez, Yony Angulo, Javier Dussan, Carlos Salazar, Roberto Carlos Cortés, Álvaro Anzola, Jhonny Yépez, Jan Contreras, Enrique Pérez, Jorge Lenis, Luis Escobar, Mauricio Castaño, Johan Muñoz, Nilsón Castañeda, López Chamorro, Rogerio Caicedo, Carlos Mosquera, Richard Ibargüen, Reinel Herrera, Varcan Sterling, Carlos Sierra, Mario Llanos, Ariel Bonilla, Gustavo Chara, Alexander Amut, Julián Balanta, Androu Philip Montoya Duarte. |
| Argentina    | 13  | Carlos Delgado, Pablo Romero, Claudio Brizula, Juan Barrera, Matías Bernal, José Tamburrelli, Ariel Paolini, Diego Canali, Damián Villalba, Santiago Feuaillassier, Rodrigo Nuñez, Mathias Villanueva, Pablo Gallardo. |
| México       | 3   | Víctor René Medina, José Luis Nava y Rolando Óscar Rojas. |
| Venezuela    | 3   | Gleider Caro, Frank Piedrahíta y José Peraza. |
| Brasil       | 1   | Aldair. |
| Perú         | 1   | Juan Pretel. |
| Nicaragua    | 1   | Juan Barrera. |
| Uruguay      | 1   | Andrés Curbelo. |
| Nigeria      | 1   | Kizito Obi. |

## Entrenadores

### Campeones
| Temporada     | Entrenador            |
| ------------- | --------------------- |
| 1989          | Miguel Ángel Mansilla |
| 1991          | Miguel Ángel Mansilla |
| 1996-97       | Miguel Ángel Mansilla |
| 1997-98       | Miguel Ángel Mansilla |
| 1999-00       | José Alfredo Poyatos  |
| Apertura 2003 | Gonzalo Soto          |
| Clausura 2003 | Gonzalo Soto          |
| Clausura 2006 | Rubén Guevara         |
| Apertura 2007 | Miguel Ángel Mansilla |
| Apertura 2010 | Juan Carlos Cubillas  |
| Apertura 2012 | Sergio Angulo         |
| Apertura 2013 | Rolando Palma         |
| Clausura 2017 | Rolando Palma         |
| Apertura 2018 | Saúl Maldonado        |
| Apertura 2019 | Saúl Maldonado        |
| Clausura 2021 | Enrique "Kike" García |
| Apertura 2024 | Felipe "Pipe" Baloy   |

### Listado
- Miguel Ángel Mansilla (1989–1999)
- José María Andrade (1994)[6]
- José Alfredo Poyatos (2000)
- Nelson Abadía (2004-2005)[7]
- Thomas Kempe (2006)[8]
- Rubén Guevara (2006)
- Miguel Ángel Mansilla (2007–2008)
- Christian Saborío
- Gonzalo Soto (2008–2010)[9][10]
- Juan Carlos Cubillas (marzo de 2010–noviembre de 2011)[10][11]
- Sergio Angulo (diciembre de 2011–mayo de 2012)[12][13]
- Gonzalo Soto (junio de 2012–noviembre de 2012)[14][15]
- Rolando Palma (noviembre de 2012–agosto de 2014)[15][16]
- Jorge Dely Valdés (agosto de 2014–diciembre de 2014)[17][18]
- José Alfredo Poyatos (enero de 2015–marzo de 2015)[19]
- Mike Stump (marzo de 2015–mayo de 2015)[20][21]
- Jorge Dely Valdés (mayo de 2015–octubre de 2015)[22][23]
- Rolando Palma (octubre de 2015–marzo de 2018)[23][24]
- Sergio Angulo (marzo de 2018–junio de 2018)[25][26]
- Saúl Maldonado (septiembre de 2018–agosto de 2020)[27][28]
- Rafael Mea Vitali (agosto de 2020–noviembre de 2020)[29][30]
- Javier Ainstein (noviembre de 2020–diciembre de 2020)[31][32]
- Julio César Dely Valdés (diciembre de 2020–mayo de 2021)[32][33]
- Kike García (mayo de 2021–diciembre de 2021)[34]
- Rolando Palma (diciembre de 2021–agosto de 2022)[35][36]
- Manuel Valencia (interino- agosto de 2022)[36]
- Francisco Perlo (agosto de 2022–abril de 2023)[37]
- Diego Gutierre (abril de 2023-junio de 2023)
- Felipe Baloy (junio de 2023-presente)[38]

## Presidentes
| Presidentes       | Años        |
| ----------------- | ----------- |
| Giancarlo Gronchi | 1984 -      |
| Gianluca Gronchi  |             |
| Carlos Martáns    | ? - 2003    |
| Giancarlo Gronchi | 2003 - ?    |
| Carlos Martáns    | ? - 2011    |
| Gianpaolo Gronchi | 2011 - 2012 |
| Robert Zauner     | 2012 - 2017 |
| Álvaro Vargas     | 2017 -      |

## Palmarés

### Torneos nacionales
- Liga Panameña de Fútbol (17): 1989, 1991, 1996-97, 1997-98, 1999-00, Apertura 2003, Clausura 2003, Clausura 2006, Apertura 2007, Apertura 2010, Clausura 2012, Apertura 2013, Clausura 2017, Apertura 2018, Apertura 2019, Clausura 2021, Apertura 2024.

- Subcampeón de la Liga Panameña de Fútbol (9): 1990, 1994-95, 1998-99, 2000-01, Clausura 2002, Apertura 2008, Clausura 2008, Apertura 2009, Clausura 2018.

- Gran campeón por año (1): 2003.

### Torneos amistosos nacionales e internacionales
- Copa Confraternidad (Costa Rica): 2018.

|                   | Nacionales | Nacionales | Internacionales | Internacionales | Internacionales |
| Títulos oficiales |            |            |                 |                 |                 |
| ----------------- | ---------- | ---------- | --------------- | --------------- | --------------- |
| Tauro F.C.        | 17         | 0          | 8°              | 3°              | 0               |

### Finales en Torneos nacionales
| Temporada | Campeón  | Subcampeón                    |
| --------- | -------- | ----------------------------- |
| 1989      | Tauro FC | Deportivo La Previsora (SFFC) |
| 1991      | Tauro FC | AFC Euro Kickers              |
| 1996-97   | Tauro FC | AFC Euro Kickers              |
| 1997-98   | Tauro FC | Árabe Unido                   |
| 1999-00   | Tauro FC | CD Plaza Amador               |
| 2003 (a)  | Tauro FC | Árabe Unido                   |
| 2003 (c)  | Tauro FC | Alianza FC                    |
| 2006 (c)  | Tauro FC | Árabe Unido                   |
| 2007 (a)  | Tauro FC | San Francisco FC              |
| 2010 (a)  | Tauro FC | San Francisco FC              |
| 2012 (c)  | Tauro FC | Chepo Fútbol Club             |
| 2013 (a)  | Tauro FC | San Francisco FC              |
| 2017 (c)  | Tauro FC | Árabe Unido                   |
| 2018 (a)  | Tauro FC | Costa del Este FC             |
| 2019 (a)  | Tauro FC | Costa del Este FC             |
| 2021 (c)  | Tauro FC | Herrera FC                    |
| 2024 (a)  | Tauro FC | CD Plaza Amador               |